# Агалматофилия
Агалматофилията (пигмалионизъм) е сексуална възбуда от статуи и/или манекени. Пример за това може да се даде със старогръцкия мит за скулптора Пигмалион, който се влюбил в една женска статуя, създадена от него, и помолил боговете да я съживят. През Античността и Средновековието често се правели статуи на богове, а по-късно и светци, с подвижни фалоси, така че да могат да „обладават“ девствените девойки или незадоволените жени.
В садомазохистичните среди се среща формата на задържане като статуя, която не трябва да откликва на думите и ласките на партньора.

## Weblinks
- SEXCULTURAS